# 杜国庠墓
杜国庠墓，位于中国广东省汕头市澄海区凤翔街道东门外东港路旁，现为澄海区文物保护单位，类型为近现代重要史迹及代表性建筑，公布时间为1984年12月5日。
杜国庠墓的历史年代为1961。